# Decimus Junius Brutus Albinus
Pour les articles homonymes, voir Iunius Brutus et Albinus.
Ne doit pas être confondu avec Marcus Junius Brutus.
Decimus Junius Brutus Albinus, dit Decimus Brutus, né vers 85/81 av. J.-C. et mort assassiné en 43 av. J.-C., est un homme politique et un général de la fin de la République romaine.
Proche de Jules César, il est l'un de ses lieutenants pendant la guerre des Gaules, notamment par sa victoire navale contre les Vénètes, et surtout lors de la guerre civile qui s'ensuit, commandant la flotte lors du siège de Marseille où il remporte deux victoires navales. Il gravit les échelons du cursus honorum grâce à César, notamment en étant gouverneur de Gaule transalpine de -48 à -46, préteur probablement en -45, gouverneur de Gaule cisalpine en -44 et est alors désigné par le dictateur consul pour l'année -42. Les auteurs antiques soulignent la grande affection et la confiance de César à son égard.
Il est néanmoins l'un des principaux instigateurs de l'assassinat de Jules César en mars -44, alors qu'il est l'un de ses héritiers secondaires (comme Marc Antoine). En lutte avec ce dernier pour le contrôle de la Cisalpine, il est soutenu par le Sénat mené par Cicéron et les armées consulaires alliées à celles du principal héritier de César, Octavien, lui viennent en aide lors de la guerre civile de Modène début -43. Decimus reçoit le triomphe et, à la suite de la mort des consuls lors des combats, le commandement de la guerre contre Antoine vaincu et « ennemi public », mais Octavien refuse de se placer sous ses ordres et lui retire les armées consulaires. Antoine parvient à rallier la plus grande armée d'Occident grâce à Ventidius Bassus et aux hommes de Lépide. Decimus rejoint alors Munatius Plancus au début de l'été pour faire face à la menace, mais ce dernier se rallie à son tour à Antoine, contraignant Decimus, complètement isolé, à la fuite. Il est capturé et assassiné dans le Jura au début de l'automne 43.
À la fin de l'année, le second triumvirat est formé par Antoine, Octavien et Lépide, qui s'emparent de Rome puis anéantissent les forces républicaines l'année suivante à la bataille de Philippes.

## Jeunesse et famille
Il est né un 27 avril, vers 85/81 av. J.-C..
Son père est Decimus Junius Brutus (en), consul en 77 av. J.-C.. Selon Salluste, sa mère est Sempronia (Tuditani ?) mais il se peut que ce soit en fait sa belle-mère et qu'il soit le fils d'une précédente épouse du consul, une Postumia. Il est probablement adopté par Aulus Postumius Albinus, consul en 99, mais garde son propre nom de famille, ajoutant seulement le cognomen de son père adoptif. Cette adoption est généralement un signe de la pauvreté de la famille paternelle.
Decimus Brutus est un lointain cousin de Marcus Junius Brutus.

## Biographie

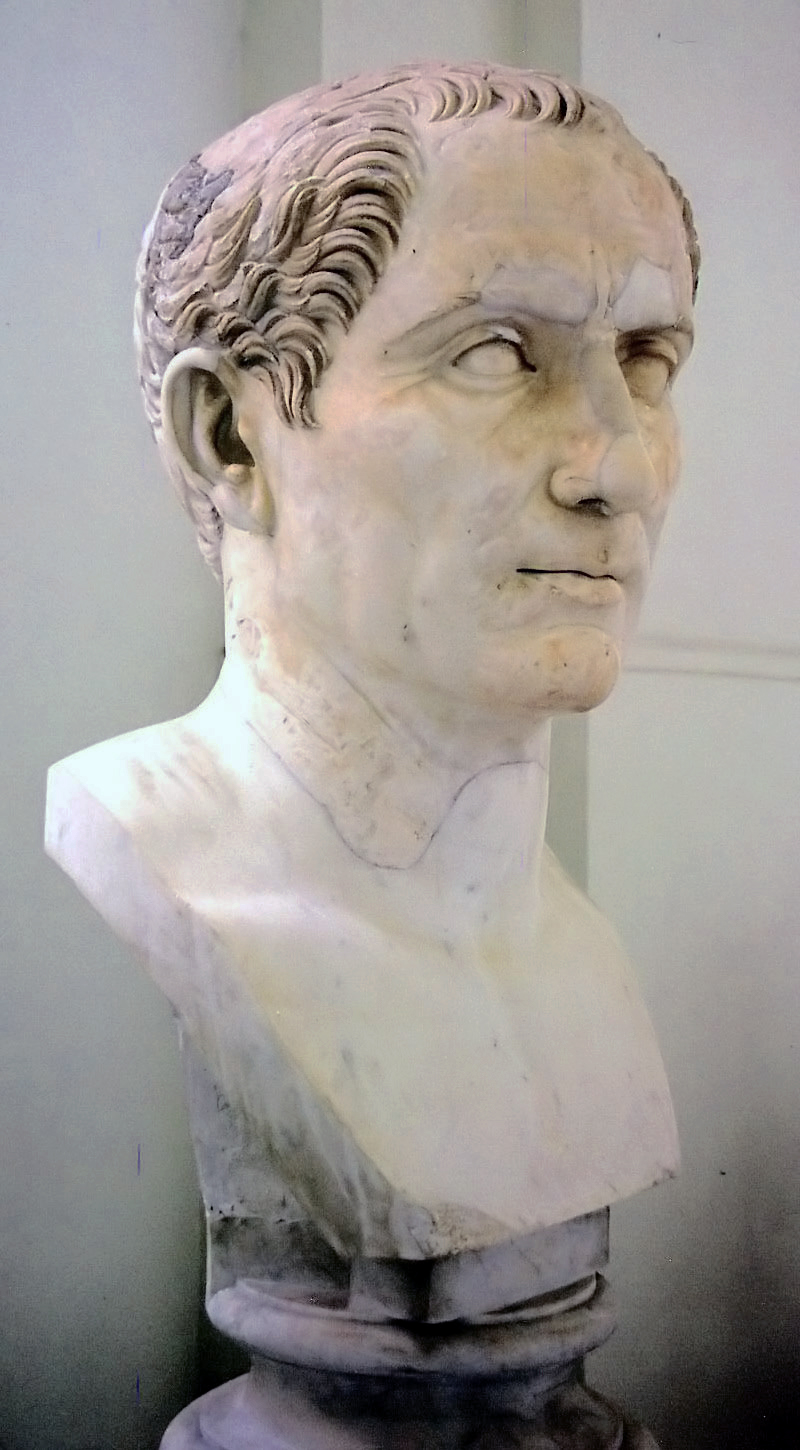
Jules César, Musée archéologique national, Naples.

### Lieutenant de César
Lors de la guerre des Gaules, en 56, à la bataille du Morbihan, il apporte, avec ses bateaux qu'il fait mouvoir à la rame, un soutien décisif à César et remporte la victoire sur la flotte des Vénètes, que César lui-même décrit ainsi dans ses commentaires : « [César] donna au jeune Decimus Brutus le commandement de la flotte et des vaisseaux gaulois, qu'il avait fait venir de chez les Pictons, les Santons et autres pays pacifiés, et il lui enjoint de se rendre au plus tôt chez les Vénètes, lui-même en prend le chemin avec les troupes de terre [...] Après avoir enlevé plusieurs places, César, sentant que toute la peine qu'il prenait était inutile, et qu'il ne pouvait ni empêcher la retraite des ennemis en prenant leurs villes, ni leur faire le moindre mal, résolut d'attendre sa flotte. Dès qu'elle parut et qu'elle fut aperçue de l'ennemi deux cent vingt de leurs vaisseaux environ, parfaitement équipés et armés, sortirent du port et vinrent se placer devant les nôtres. Decimus Brutus, le chef de la flotte, les tribuns militaires et les centurions qui commandaient chaque vaisseau, n'étaient pas fixés sur ce qu'ils avaient à faire et sur la manière d'engager le combat [...] L'issue du combat ne dépendait plus que du courage, et en cela nos soldats avaient aisément l'avantage, surtout dans une action qui se passait sous les yeux de César et de toute l'armée ; aucun trait de courage ne pouvait rester inaperçu ; car toutes les collines et les hauteurs, d'où l'on voyait la mer à peu de distance, étaient occupées par l'armée. Dès qu'un vaisseau était privé de ses vergues, deux ou trois des nôtres l'entouraient, et nos soldats, pleins d'ardeur, tentaient l'abordage. Les barbares ayant, par cette manœuvre, perdu une partie de leurs navires, et ne voyant nulle ressource contre ce genre d'attaque, cherchèrent leur salut dans la fuite : déjà ils avaient tourné leurs navires de manière à recevoir le vent, lorsque tout à coup eut lieu un calme plat qui leur rendit tout mouvement impossible. Cette heureuse circonstance compléta le succès ; car les nôtres les attaquèrent et les prirent l'un après l'autre, et un bien petit nombre put regagner la terre à la faveur de la nuit, après un combat qui avait duré depuis environ la quatrième heure du jour jusqu'au coucher du soleil ». Il est à nouveau cité par César comme lieutenant de la guerre des Gaules en l'an 52.
Il entame son cursus honorum en devenant questeur vers 51. Il est ensuite légat et commandant de la flotte faisant le siège de Marseille en 49, Caius Trebonius étant à la tête des forces terrestres. Par deux fois les Marseillais tentent de forcer le siège naval et, malgré leur supériorité technique et numérique, par deux fois leurs tentatives échouent. Une première sortie échoue le 27 juin. La victoire et le maintien du blocus sur Marseille sont très importants pour César qui, de cette manière, peut approcher de l’Espagne en ayant ses arrières couverts. Une flotte de secours pompéienne vient au secours de la cité le 31 juillet, et un deuxième combat naval a lieu, la bataille de Tauroentum, que Decimus remporte à nouveau. Après 6 mois de siège et un peu plus d'un mois après le dernier affrontement naval, Marseille se rend,.
| | |
| En 56, lors de la guerre des Vénètes, schéma de la bataille navale du Morbihan opposant Decimus Junius Brutus à une flotte vénète (Théorie de la bataille près de Saint-Gildas-de-Rhuys). | En 49, après s'être emparé de l'Italie et de Rome, César porte la lutte contre ses adversaires en Hispanie citérieure. Au passage, il décide de faire le siège de Marseille après l'échec de négociations avec les notables de la cité pour obtenir leur alliance. |

César lui confie entre 48 et 46 le gouvernement de la Gaule transalpine et celui de la Gaule cisalpine en 44 en tant que propréteur, Decimus étant probablement nommé préteur en l'an 45. César lui a aussi attribué le consulat pour l'année 42,.
Plutarque, dans ses Vies parallèles des hommes illustres, entre 49 et 44, souligne plusieurs fois la grande affection et la confiance de César envers Decimus Brutus tandis qu'Appien note qu'il « est des plus proches amis de César » et qu'il pouvait se considérer comme un fils.

### Assassinat de César

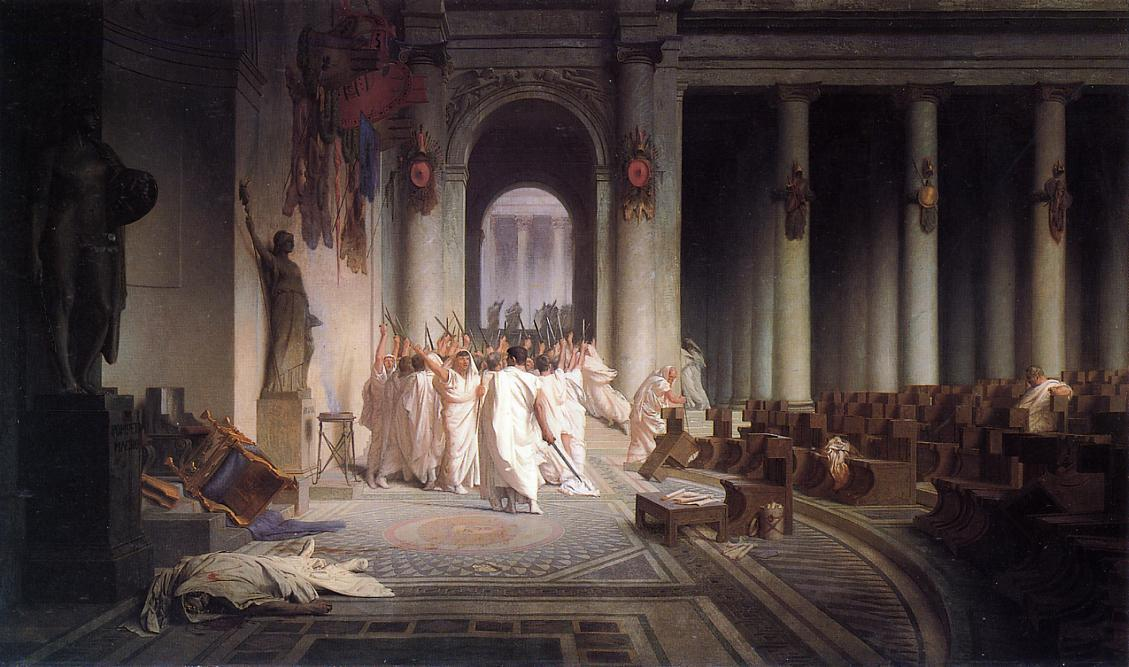
Jean-Léon Gérôme, La Mort de César, huile sur toile, 1867.

Aux Ides de mars, Jules César est assassiné dans la Curie de Pompée par une vingtaine de sénateurs conjurés se réclamant « Républicains », dont Decimus Brutus et notamment Caius Cassius Longinus, Marcus Junius Brutus, Caius Trebonius et Servius Sulpicius Galba,. La veille au soir, alors qu'il dîne chez Lépide avec Decimus, la question est posée de savoir quelle serait la meilleure des morts, et César y répond : « celle à laquelle on ne s'attend pas ». C'est lui, le jour du meurtre, qui convainc le dictateur souffrant de se rendre à la séance sénatoriale. Selon une thèse partagée par plusieurs historiens modernes, il aurait même joué un rôle clé dans la mise au point de l'assassinat, exécuté avec une précision militaire,.
Les conjurés paniquent et prennent la fuite. Ils avaient l'intention de jeter le corps de César dans le Tibre, mais par peur de la réaction de Marc Antoine, ils s'en abstiennent. Ils n'ont pas de plan pour la suite, pensant qu'assassiner le « tyran » suffirait à rétablir la République. Les meurtriers se rendent d'abord au Forum Romanum, protégés par des gladiateurs commandés par Decimus, mais ils ne reçoivent pas de soutien pour leur acte, et se réfugient alors sur le Capitole,.
Côté Césariens, Marc Antoine s'est barricadé dans sa demeure tandis que Cornelius Dolabella, qui devait être désigné consul suffect, apparaît au Forum revêtu des insignes consulaires et fait mine d'approuver le meurtre. Lépide, maître de cavalerie du défunt, réagit aussi promptement, faisant occuper le Champ de Mars puis le Forum par ses troupes, et souhaite venger rapidement le meurtre. Marc Antoine, se ressaisissant rapidement, met la main sur les papiers de César ainsi que sur son argent. C'est Marc Antoine, seul consul restant, qui détient donc la fonction la plus importante et incarne dorénavant la légalité de la République romaine,.
Les conjurés, n'ayant ni troupes, ni argent, ni soutien populaire, sont contraints de traiter, contre l'avis de Cicéron, qui ne faisait pourtant pas partie de la conjuration, et qui les implore de s'attaquer à Marc Antoine avant qu'il ne soit trop tard. Cependant, une majorité des conjurés et des Césariens sont favorables à un rapprochement. Ainsi, le 16, Marc Antoine convoque le Sénat pour le lendemain. Dans une atmosphère tendue, avec des soldats en ville, un compromis est rapidement trouvé : les assassins de César sont amnistiés, sur proposition d'Antoine, et en contrepartie les réalisations et décisions de César sont validées. On voit même Cassius dîner chez Marc Antoine et Brutus chez Lépide,.
Le 19 mars, dans la maison d'Antoine, le testament de César est ouvert et lu : Caius Octavius, petit-neveu du dictateur, est le principal héritier et est surtout adopté. Decimus Brutus, à l'instar de Marc Antoine, fait partie des héritiers de second rang. La situation dégénère rapidement pour les conjurés, notamment Cassius et Brutus, obligés de fuir,.

### Guerre civile de Modène

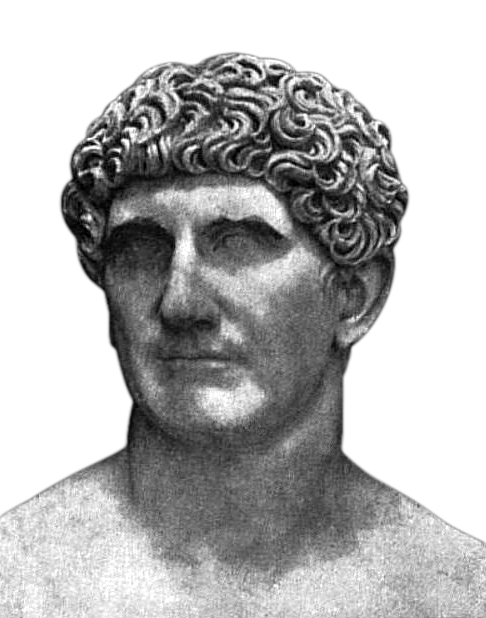
Buste de Marc Antoine, musées du Vatican.

Quant à Decimus Brutus, dès le début du mois d'avril, il se rend dans sa province de Gaule cisalpine, pensant le combat avec Antoine inévitable, et lève de nouvelles troupes. À la fin de l'année, alors qu'Antoine doit faire face au Sénat mené par Cicéron qui soutient le jeune Octavien, Decimus s'enferme dans Modène pour empêcher Antoine de s'emparer de sa province. Antoine s'est effectivement attribué les Gaules, au détriment de Decimus Brutus et de Munatius Plancus. Decimus se trouve assiégé à Modène par Antoine pendant les premiers mois de l'année 43 alors que le Sénat confirme Decimus Brutus comme gouverneur. En avril, les nouveaux consuls et Octavien viennent au secours de Modène, où les défenseurs commencent à souffrir du manque de provisions, et après plusieurs combats, Antoine est vaincu et doit se retirer vers les Alpes.
Fin avril, Antoine et ses partisans sont déclarés « ennemis publics ». On refuse à Octavien l'ovation proposée par Cicéron, mais on accorde à Decimus Brutus le triomphe et on lui confie la mission de poursuivre Antoine et d'achever la guerre civile, les deux consuls étant décédés. Mais Octavien refuse de se soumettre à celui-ci, meurtrier de son père adoptif, et prend en outre le contrôle des armées consulaires. Decimus part à la poursuite d'Antoine avec ses seules troupes, mais son adversaire voit Ventidius Bassus se rallier en Ligurie, puis parvient à prendre le contrôle des nombreuses légions de Lépide.
Decimus rejoint début juin à Grenoble le gouverneur de la Gaule transalpine, Lucius Munatius Plancus, qui est jusque-là resté en contact avec Cicéron et le Sénat. Ils ont pour mission de combattre les « ennemis publics ». Cependant, les légions de Asinius Pollion se rallient à leur tour à Antoine, et Munatius Plancus se réconcilie alors avec Antoine qui se trouve alors à la tête de la plus importante armée d'Occident à la fin de l'été.
Decimus se retrouve alors isolé et est contraint de fuir, abandonné par ses quelques troupes. Il cherche à rejoindre Marcus Junius Brutus et Caius Cassius Longinus en Orient, le premier s'étant emparé de la Macédoine et le deuxième de la Syrie au nom du Sénat républicain. Il compte contourner les Alpes par le nord mais est capturé et exécuté dans le massif du Jura par un chef indigène peut-être pour complaire à Antoine,, à moins qu'Antoine ait envoyé des cavaliers dans le but d'exécuter Decimus Brutus capturé par les Gaulois. Antoine, Octavien et Lépide forment le second triumvirat en fin d'année et s'emparent de Rome, avant de vaincre les « Républicains » l'année suivante à la bataille de Philippes.
Plusieurs lettres écrites par Decimus Brutus au cours des deux dernières années de sa vie sont conservées parmi la correspondance de Cicéron.

## Postérité
D'après l'universitaire Marine Bretin-Chabrol,

« L’ingratitude de ce Brutus-ci devrait être davantage encore stigmatisée par la postérité, car contrairement [à Marcus Junius Brutus], Decimus Brutus, du fait de sa fonction de légat sous les ordres de César, avait noué avec le général en chef une relation de pseudo-filiation entraînant des devoirs d’assistance mutuelle tout au long de la vie. Contrairement à Marcus Brutus, Decimus avait même été institué héritier par César. »

En Bretagne, au moins cinq rues portent le nom du vainqueur des Vénètes (Decimus Junius Brutus).